# 2.ª División de Caza
La 2ª División de Caza (Jagd-Division. 2) fue una unidad militar de la Luftwaffe durante la Segunda Guerra Mundial.

## Historia
Formada el 1 de mayo de 1942 en Stade desde el Stab/2° División de Proyectores Antiaéreo.

## Comandantes
- Teniente General Walter Schwabedissen – (1 de mayo de 1942 – 30 de septiembre de 1943)
- Mayor general Max-Josef Ibel – (1 de octubre de 1943 – 1 de febrero] de 1945)
- Coronel Gustav-Siegfried Rödel – (1 de febrero de 1945 – mayo de 1945)

### Jefes de Operaciones (Ia)
- Capitán Hans Basolt – (1 de mayo de 1942 - ?)
- Mayor Ernst-Hubert Schaller-Kalide – (16 de diciembre de 1943 – 12 de enero de 1944)
- Mayor Erich Bode – (12 de enero de 1944 – 13 de julio de 1944)
- Teniente coronel – Karl von Knauer – (13 de julio de 1944 – 15 de febrero de 1945)
- Capitán Kurt Hetze – (15 de febrero de 1945 – 8 de mayo de 1945)

#### Comandantes de Reemplazo Antiaéreos
- Coronel Alwin Wolz – (1 de noviembre de 1943 – 1 de abril de 1944)
- Mayor general Max Hesse – (1 de abril de 1944 – 8 de mayo de 1945)

## Bases
| mayo de 1942 – mayo de 1945 | Stade |

## Subordinado
| mayo de 1942 – septiembre de 1943  | XII Cuerpo Aéreo    |
| septiembre de 1943 – enero de 1945 | I Cuerpo de Caza    |
| enero de 1945 – mayo de 1945       | IX Cuerpo Aéreo (J) |

Controlando las siguientes unidades durante la guerra
- Batallón Sanitario Aéreo/2° División de Caza
- 2° Comando Aéreo de Caza – (diciembre de 1943 – 1944)
- Comando del Distrito de Caza en Dinamarca – (septiembre de 1943 – mayo de 1945)
- Comando Aéreo de Caza Alemán en Buche – (septiembre de 1943 – diciembre de 1943)
- 202° Regimiento Aéreo de Comunicaciones
- 212° Regimiento Aéreo de Comunicaciones
- 222° Regimiento Aéreo de Comunicaciones
- 232° Regimiento Aéreo de Comunicaciones

Aviones utilizados por el Stab/2° División de Caza (Fi 156).